# أول بيدير أرفيسن
أول بيدير أرفيسن (بالنرويجية البوكمول: Ole Peder Arvesen)‏ هو مهندس ورياضياتي نرويجي، ولد في 27 مارس 1895 في فريدريكستاد في النرويج، وتوفي في 23 يناير 1991.